# NGC 1978
NGC 1978 (другое обозначение — ESO 85-SC90) — рассеянное скопление в созвездии Золотая Рыба.
Этот объект входит в число перечисленных в оригинальной редакции «Нового общего каталога».
Является самым молодым звёздным скоплением, в котором наблюдается множественность звёздных популяций. В NGC 1978 она наблюдается среди звёзд главной последовательности спектральных классов G и K.